# Россия (альбом Игоря Талькова)
«Россия» — дебютный студийный альбом рок-певца Игоря Талькова, вышедший в декабре 1991 года, после его смерти.

## Об альбоме
Альбом был записан в течение 1991 года и выпущен в декабре этого же года после убийства Игоря Талькова под фирмой «ЛадЪ». Он содержит 9 композиций, записанных Тальковым в период с 1989 по 1991 годы (последняя — «Господин президент», была записана певцом в сентябре 1991 года, за месяц до его смерти). Семь из песен Тальков пел на своём спектакле «Суд».

## Критика
Доктор филологических наук Илья Ничипоров охарактеризовал песню «Я вернусь», как написанную в жанре философской баллады, являющуюся одной из ключевых и итоговых песен, песней-пророчеством, в которой Тальков осуществил вселенское обобщение осмысляемой с духовной точки зрения собственной судьбы «и пути Родины». Песню «Господин президент» Ничипоров назвал памфлетом, связанным с политическими реалиями августа 1991 года, в котором применён эффект повышенно эмоциональной речи, достигаемый в данном произведении «благодаря синтезированной повествовательной форме: гневно-патетическая апелляция к власти прерывается в середине … откровенным диалогом с другом о современной России». Баллада «Бывший подъесаул», наполненная глубокими художественными рефлексиями о трагедии национального раскола в XX веке, по мнению исследователя была особенно яркой в свете лиро-эпического осмысления Тальковым исторических судеб России. В песне «Россия», по словам Ничипорова, по текст построен в форме прямого обращения поэта к родной стране, чей облик в прошлом и настоящем проступает при чтении «старой тетради расстрелянного генерала». «В переживаниях лирического героя отчётливо выразилось умонастроение мыслящей части общества, чающей „забитой правды возрожденья“ и вглядывающейся в национальное прошлое в поисках отринутых духовных основ бытия» — пишет Ничипоров.
Литературный критик Генрих Митин назвал песню «Господин президент» открытым письмом Талькова к Ельцину, написанным на пределе отчаяния, и выразил предположение о возможной связи текста данной песни с последующим убийством музыканта. Корреспондент отдела культуры журнала «Смена» Людмила Андреева назвала песню Талькова «Россия» антикоммунистическим гимном, которая после своего выхода «буквально взорвала страну».
Литературный критик, поэт и прозаик Сергей Казначеев в «Литературной газете» выразил мнение, что, создав песню «Бывший подъесаул», Тальков тем самым поднял тему, равную размаху шолоховского «Тихого Дона».
Литературный критик Владимир Бондаренко, приводя в газете «Завтра» строки песни, «Я вернусь» выразил мнение, что Игорь Тальков конструировал новую счастливую утопию и верил в её реальность, а своей энергией воскрешения он больше заражал переполненные залы, чем конкретными, не всегда понятыми до конца текстами, и может быть рассмотрен как один из немногих реальных символов попытки возрождения национальной России в конце XX века.

## Список композиций
| №                   | Название             | Длительность |
| ------------------- | -------------------- | ------------ |
| 1.                  | «Россия»             | 6:30         |
| 2.                  | «Бывший подъесаул»   | 5:52         |
| 3.                  | «КПСС»               | 3:40         |
| 4.                  | «Глобус»             | 5:00         |
| 5.                  | «Война»              | 3:48         |
| 6.                  | «Господин президент» | 3:41         |
| 7.                  | «Я вернусь»          | 4:06         |
| 8.                  | «Метаморфоза»        | 3:50         |
| 9.                  | «Памяти Виктора Цоя» | 6:00         |
| Общая длительность: | Общая длительность:  | 42:27        |

## Участники
По информации Discogs :
- Игорь Тальков — автор музыки и текстов
- Сергей Павлов — оформление

## Награды
| Год  | Премия            | Категория                   | Результат |
| ---- | ----------------- | --------------------------- | --------- |
| 1989 | Песня года        | За песню «Россия»           | Победа    |
| 1989 | Ступень к Парнасу | За песню «Россия»           | Победа    |
| 1990 | Песня года        | За песню «Бывший подъесаул» | Победа    |
| 1991 | Песня года        | За песню «Я вернусь»        | Победа    |